# Barbara von Krüdener

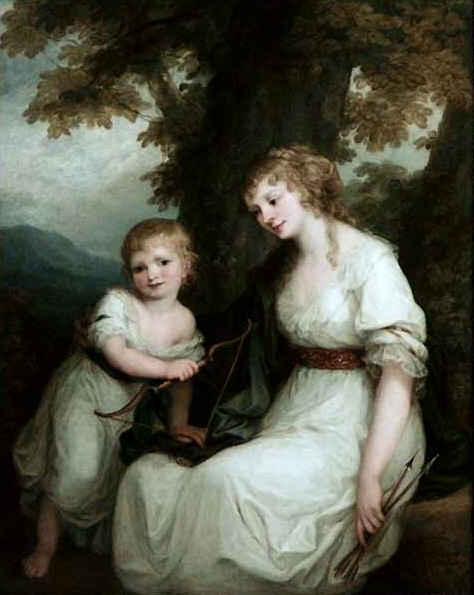
La baronesa de Krüdener y su hijo Paul, retratados en 1786 por Angelika Kauffmann.

La baronesa Barbara von Krüdener, nacida Barbara Juliane von Vietinghoff (Riga, 8 de noviembre de 1764-Karasu Bazar, 25 de diciembre de 1824), fue una ocultista rusa. 

## Vida
Nacida en noviembre de 1764 en Riga, era hija de Otto Hermann von Vietinghoff, un militar de carrera, y de la condesa Anna Ulrica von Münnich. Se casó a los dieciocho años de edad (29 de septiembre de 1782), con el barón Burckhard Alexis Constantin von Krüdener, diplomático viudo y mucho mayor que ella. En enero de 1784, nació su primer hijo, Paul. En 1787, el nacimiento de una hija, Juliette, trajo complicaciones a la delicada salud de la baronesa, y decidió viajar a Francia para reponerse con su hija y su hijastra Sophie.
Durante su estancia en Montpellier en 1790, conoció a un joven capitán de caballería, Charles Louis de Fregeville, de quien se enamoró. El capitán siguió a la baronesa a Copenhague, donde el barón desempeñaba el cargo de embajador, y allí, informó a su marido que ya no podía vivir con él. Sin embargo, von Krudener se negó a hablar sobre el divorcio, y con la partida del capitán para la guerra, Juliane decidió viajar por Europa, una actividad en la que pasó algunos años. 
En 1798, los Krüdener intentaron una reconciliación en Berlín, donde el barón estaba como embajador. Sin embargo, la baronesa no se adaptó a la rígida corte prusiana y decidió ir a Teplitz, alegando recomendaciones médicas. Los Krüdener nunca más se volvieron a ver. 
Con la muerte de su marido en 1802, la baronesa, en busca de reconocimiento social, decidió arriesgarse en el campo de la literatura y escribió Valérie, novela semiautobiográfica que causó un cierto éxito en la época (cuatro ediciones en 1804 y dos traducciones extranjeras).

## Vida nueva
En enero de 1804 la baronesa decidió regresar a su ciudad natal, Riga, y sus nervios sufrieron un duro revés cuando un conocido, al ir a su encuentro para saludarla, cayó muerto a sus pies. Esta situación le hizo buscar consuelo en la religión, sobre todo en la predicación escatológica y la moralización de las personas más influyentes del pietismo, como Heinrich Jung-Stilling de Karlsruhe y Jean Frédéric Fontaines, en los Vosgos, donde permaneció durante dos años y llegó a creer que había sido llamada para establecer el reino de «Cristo en la Tierra».
Acompañada por Fontaines y una legión de seguidores y admiradores, decidió fundar una colonia donde el «pueblo elegido» podría esperar la «segunda venida de Cristo». Sin embargo, sin encontrar la menor simpatía por las autoridades francesas, finalmente regresó al sur de Alemania, siempre rodeada de una gran multitud de admiradores y influenciada por el líder suizo pietista Henri Louis Empeytaz, quien reemplazó a Fontaines , lideró junto a él la dirección del movimiento. 
Fue el 4 de junio de 1815 en la ciudad de Heilbronn, Alemania, que la baronesa tuvo sus conversiones más espectaculares: la del zar Alejandro I de Rusia, a quien ella había propuesto con posterioridad, ya en París, la idea para la formación de la Santa Alianza (firmada el 26 de septiembre de este año). No contenta con esta sugestión, la baronesa hizo una amplia difusión de su influencia sobre el Zar, lo que enojó al soberano.
Con la partida de Alejandro I para San Petersburgo, la baronesa viajó a Suiza, donde cayó bajo la influencia de un aventurero, J. G. Kellner. Éste la convenció de que ella, era directamente responsable de la Santa Alianza, no podía ser menos que la «mujer vestida del sol» citada en las Escrituras (Apocalipsis de San Juan). La idea de fundar una colonia de elegidos renació de nuevo, y otra vez, las legiones de mendigos y desempleados comenzaron a seguirla en la búsqueda vana de una tierra prometida. Expulsada de Alemania y Suiza, en 1817 finalmente recibió la noticia de que el zar había autorizado la entrada de los pietistas en Crimea. 
Pero en 1821, en su último viaje a San Petersburgo, trató de convencer al zar para apoyar a los griegos que luchaban por su independencia. En respuesta, el zar, cansado de los consejos de la ocultista, le pidió que abandonara la ciudad inmediatamente. La baronesa Krüdener regresó a Crimea, donde sobrevivió a la muerte de Kellner en 1823 y falleció el 25 de diciembre de 1824 en Karasu Bazar.

## Obras
- Valérie ou Lettres de Gustave de Linar à Ernest de G... París: Imprimerie de Giguet et Michaud, 2 v., 1804
- Le Camp de Vertus. París: Le Normant, 1815